# Stridsyxa

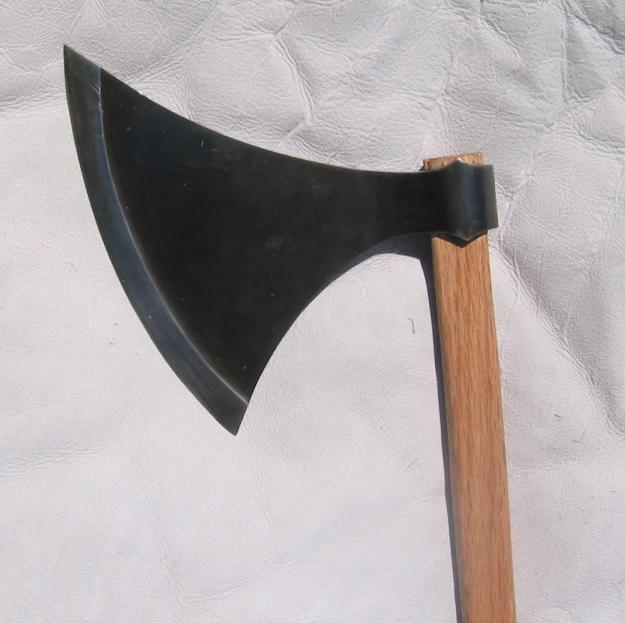
Replik av en vikingatida långskaftad bredyxa.

Stridsyxa, stridsbila eller bard (fornnordiska: barð) är former av yxor utformade för strid istället för arbete.
Arkeologiskt avser det dels äldre förhistoriska perioders elegantare formade yxor av okänd användning, som är tillverkade av sten, koppar, brons eller järn, det vill säga alla yxor, som inte kan karakteriseras som arbets- eller kultyxor, dels den historiska tidens vapenyxor.

## Forntida stridsyxor i Europa
Stridsyxor tillverkades redan under sten- och bronsåldern. Ibland kallas alla skafthålsyxor för stridsyxor. Den först kända yxan av detta slag i Skandinavien är den mångkantiga stenyxan från tidigneolitikum, följd av den dubbeleggade yxan från den äldre delen av mellanneolitkum, vilka ofta tillverkades i utvald sten och polerades. Därefter utvecklades den egentliga stridsyxan, som tidigare kallades för båtformade stridsyxor, av sten med skafthål, vilka tillhör stridsyxekulturen och en yngre del av mellanneolitkum. Dessa efterföljdes i sin tur av enkla skafthålsyxor från bondestenålderns slut eller senneolitikum. Under bronsåldern fanns flera skilda typer av yxor, både i brons och enstaka i lämplig bergart, vars funktioner skiftar inom praktiskt arbete, status och rituell kult, men även till försvar samt i krigssituationer. Tidigare skafthålsyxor har sannolikt också haft olika funktioner förutom rent praktiska.

## Yxor som vapen i historiska tidens Europa
Under vikingatiden i Norden förekom stridsyxor i olika former. Bredyxan har ett brett, tunt blad mestadels med en böjd yxegg. Eggens båda ytterändar bildar ej sällan en tydligt expanderande båge som avsevärt ökar dess träffyta. Skäggyxan har fått sitt namn från sitt karaktäristiska utseende med en rak och förhållandevis lång yxegg som tycks likna ett utdraget 'skägg' eftersom det är längre nedtill än upptill. Den långa yxeggen gjorde att skäggyxorna hade en träffyta som kunde mätas med de större bredyxorna.

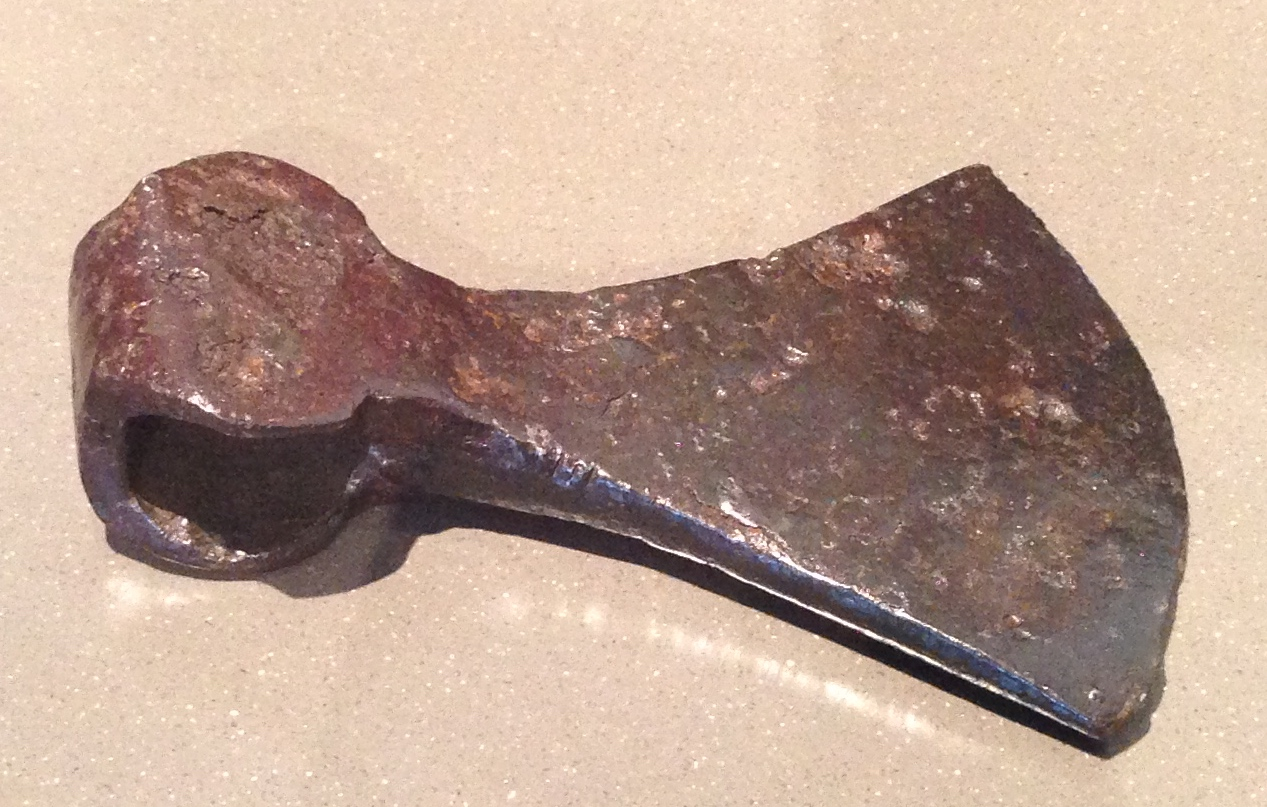
Vikingayxa från Lund. 800- / 900-talet.

I de medeltida och i renässansens europeiska arméer fanns det två huvudtyper av yxor, en mindre och en större. Den mindre yxan med kort skaft bars i bältet och fördes av både ryttare och fotfolk. Sådana vapen begagnades dock inte bara vid reguljära militära förband utan även av bondeuppbåd och som ett billigt och lättillgängligt vapen vid bondeuppror och för vanligt folk, till exempel i självförsvar mot stråtrövare. Yxan som kastvapen - kastyxan, har också förekommit på de europeiska slagfälten.

### Mindre stridsyxor
I mycket avlägsen tid användes stridsyxor av ryttare i Orienten och under de påföljande kristna korstågen började även europeiska riddare att följa exemplet och vara utrustade med kortskaftade yxor. Under 1300-talet stred knektarna ofta till fots varvid stridsyxor kom väl till pass. På 1360-talet förde både franska och engelska riddare detta vapen.
I Polen och Ungern, där det orientaliska inflytandet var stort, begagnade ryttarna ofta kortskaftade stridsyxor som bars vid bältet eller sadeln. I dessa länder lär sådana yxor ha varit i bruk ännu i början på 1700-talet. I Italien var dessa yxor på 1300-talet smala och lätta och yxnacken slutade ofta i en järnpik. Handen kunde också skyddas av en järnskiva fastsatt på skaftet, vilket även detta var av järn.
I Tyskland och Frankrike använde under 1400-talet både riddare och andra ryttare en sorts yxor som var avsedda att krossa motståndarens plåtharnesk. Yxans egg var inte särskilt skarpt och yxhuvudet var tungt. Skaftet var högst sextio centimeter långt. Dessa vapen var i bruk ännu under 1500-talet.

### Stora stridsyxor
I Skandinavien fick stridsyxan en renässans under vikingatiden, då tillverkad av järn. Nordiska smeder utvecklade vid den här tiden bredeggade yxor med tunna blad och långa skaft. Under denna tid var de stora yxorna nordbornas mest fruktade vapen.
Under medeltiden kallades de stora stridsyxorna i Frankrike och England för "danska yxor" och var enbart infanterivapen. Yxbladet var alltid bredare vid eggen än vid skafthålet. Skaftet var drygt en meter långt (4-4½ fot) och hade en rem fastgjord, med vilken man bar yxan under marsch. I Norge kvarlevde liknande yxor, kända som bondeyxor, kvar åtminstone in på 1600-talet.

### Lochaberyxan
Den skotska "lochaberyxan" räknas till de stora yxorna liksom "skäggyxan". Lochaberyxan hade en lång egg (cirka 45 centimeter) och skaftet (cirka 1,5-1,8 meter långt) var ibland förstärkt med järnskenor. I skafthålet var en kraftig järnkrok fastgjord.

Skäggyxa.

### Skäggyxan
Under senmedeltiden var skäggyxan en som stångvapen använd yxa med långsträckt, halvmånformig klinga vars nedre utdragna spets ofta var fäst vid skaftet och som användes särskilt i Sverige och Ryssland på 1400- 1500-talen. Eggpartiet var, liksom hos vikingarnas skäggyxor, längre nedtill än upptill och denna nedre del kallades skägg. Hela eggpartiet varierade mellan 60 och 80 centimeter eller mer och kunde såväl framför som bakom skafthålet vara utdragen i långa, smala, ofta sabelklingsliknande flikar. Skaftet var cirka 1,4 meter långt. På en del modeller var yxbladets främre del utbildad till en stötklinga. Skäggyxor tillverkades i många varianter med en eller flera spetsar eller hakar.
På 1300-talet förlängdes långyxans skaft betydligt och en stötklinga bestående av ett dolkblad eller liknande drevs in i stångskaftets övre ända. Liknande vapen syns ha varit i bruk redan på vikingatiden
Skäggyxor har på 1300-talet varit ganska vanliga i Väst- och Centraleuropa, men senare tycks de mest ha brukats i Sverige, samt i Ryssland och andra delar av Östeuropa. Det anses att skäggyxan var föregångare till den under 1200-talet långsamt utvecklade hillebarden. Det är egentligen svårt att dra en klar gräns mellan de tidiga hillebarderna och de med stötklingor försedda yxorna, men hillebarden hade alltid längre skaft.

### Pålyxor
Vad som menades med "pålyxa" är oklart. Även i Danmark, Tyskland och England fanns detta ord. I England finns uppgifter om att pålyxan hade en skaftlängd om 1,2 meter (4 fot) med ett yxhuvud som var sammansatt av yxblad, stötklinga och en med tandad slagyta försedd hammare. Olaus Magnus skriver 1555 om götarnas vapen bland annat: " ... är folket utrustat med ett slags stakar försedda med en fyrdelad järnhulling på landets språk pålyxor kallade, med vilka de rycka ned ryttaren från hästryggen. Dessa redskap fila de vassa till striden, såsom skördemannen vässer sin lie för slåttern." Det är svårt att få en uppfattning om vad slags vapen denna pålyxa kunde vara, möjligen kan det vara en hillebard.

### Kastyxor
Kastyxorna hade vanligen korta skaft. Sådana vapen användes av germanstammar under folkvandringstiden, men särskilt av frankerna. Frankernas kastyxor hade tjocka men skarpa yxhuvuden och korta skaft. De kastades på tio till tolv stegs avstånd från fienden.
I Centraleuropa användes under senare delen av medeltiden kastyxor helt och hållet gjorda av järn. Skaftet var vanligen 25 - 30 centimeter långt och hade ofta på andra sidan om yxbladet en skarp pik. Skaftet slutade i en spets. Yxnacken var även försedd med en skarp pik och eggen var cirka 16 centimeter lång. Emellertid har även många andra modeller av kastyxor varit i bruk.

### Änterbilor
Änterbila är en stridsyxa som har använts till sjöss lika länge som krigsskeppen var byggda av trä, det vill säga ända till slutet av 1800-talet. Yxhuvudet hos de svenska änterbilorna var vid skaftet smalt medan eggpartiet var ganska långt och utsvängt. Nacken fortsattes av en kraftig, något böjd fyrkantig pik. Längden på skaftet var cirka 80 centimeter, men även betydligt längre skaft har förekommit.